# Rubus cuneifolius
Rubus cuneifolius — вид квіткових рослин із родини трояндових (Rosaceae).

## Біоморфологічна характеристика

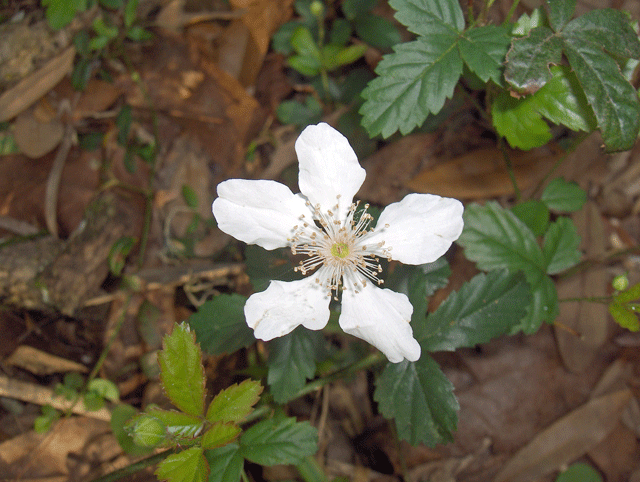
квітка

Це кущ 5–10(30) дм заввишки, озброєний. Стебла дворічні (йдуть від дерев'янистого кореневища), випростані, рідко дугоподібні, рідко або густо волохаті (особливо молоді), залозисті; колючки зазвичай щільні, зазвичай міцні, 3–6 мм, широкі. У перший рік на стеблах тільки листки, у другий рік з'являються квіти й вони відмирають після плодоношення. Листки від опадних до напіввічнозелених, зазвичай трійчасті, іноді пальчасто складні; листочків 3–5, кінцеві від клинодібних до зворотно-яйцеподібних, 2–6 × 3–4 см, основа клиноподібна, нелопатеві, краї пилчасті, рідше двічі пилчасті, верхівка від широко заокругленої до субнадрізаної, нижня поверхня часто з колючками на середній жилці, густо від сіро до біло-волосиста, рідко або густо залозиста. Суцвіття кінцеві, (1)3–5(12)-квіткові. Квітки двостатеві; пелюстки білі, від еліптичних до зворотно-яйцеподібних, 5–15 мм. Плоди чорні, кулясті або циліндричні, 0.6–2 см; кістяночок 15–50. 2n = 21, 28. Період цвітіння: травень — липень.

## Ареал
Зростає у східній частині США (Алабама, Коннектикут, Округ Колумбія, Делавер, Флорида, Джорджія, Луїзіана, Массачусетс, Меріленд, Міссісіпі, Північна Кароліна, Нью-Гемпшир, Нью-Джерсі, Нью-Йорк, Пенсильванія, Південна Кароліна, Теннессі, Вірджинія); інтродукований до ПАР.
Населяє сухі або вологі відкриті ділянки, піщаний або кам'янистий ґрунт; на висотах 0–300 метрів.

## Використання
Плоди вживаються сирими чи вареними. Смак хороший солодкий але сухий.
Медичні застосування не відомі. Цей вид бере участь у програмах селекції. Із плодів отримують барвник від пурпурного до тьмяно-синього.